# RKBラジオ ホリデースペシャル
RKBラジオ ホリデースペシャルは、1989年からRKBラジオで祝日、年末年始に放送している特別番組である。

## 放送時間
- ホリデースペシャル･･･6:30～18:00(JST)

（2008年度まで ～17:00、2009年度は ～18:00、2015年度までは7:00-18:30）→月~金の日中ワイド（「ニュース新発見 インサイト」、「開店! ウメ子食堂」、「二丁目お茶の間劇場」「米岡誠一・仲谷一志の午後のブルドッグ」「ホークス花の応援団」）を差し替えて放送（但し上記日中ワイドに内含されているJRNライン及びテープネット番組は当番組に内含する形で平日と同時間帯に放送。但し夏期にホークス祝日デーゲーム中継がある場合は一部時間変更あり）。
- 正月三が日はこの場合ではない
- ホークス戦の中継がある場合は試合開始直前まで。中継後はホークス花の応援団日曜版を放送する。
- 特別番組の放送時間は不定

## パーソナリティ
パーソナリティはRKBのアナウンサー、RKBラジオのパーソナリティなど2～3人程度。

## 過去の放送番組
☆は、ホリデースペシャルではなく、特別番組として放送

### 2012年度
- 5月3日･･･どんたくも開店！ウメ子食堂
  - パーソナリティ：富永倫子（RKBアナウンサー）、門馬良
  - 放送時間：7:00～13:58(JST)（13:58からはホークス戦の中継）

- 5月4日･･･どんたくも1日ヒット情報！
  - パーソナリティ：あべやすみ、仲谷一志、ゴリけん、下地敏雄、宮脇憲一（RKBアナウンサー）
  - 放送時間：7:00～17:55(JST)

### 2011年度
- 4月29日･･･山だ！海だ！九州だ！
  - パーソナリティ･･･米岡誠一、中村美由紀、麦田陽子
  - 放送時間：7:00～12:55(JST)（12:55からはホークス戦の中継）

- 5月3日･･･どんたく花の応援団ゴールデン
  - パーソナリティ：鬼橋美智子、服部義夫（RKBアナウンサー）
  - 放送時間：7:00～13:55(JST)（13:55からはホークス戦の中継）

- 5月4日･･･どんたくも開店！ウメ子食堂
  - パーソナリティ：富永倫子（RKBアナウンサー）、門馬良
  - 放送時間：7:00～12:55(JST)（12:55からはホークス戦の中継）

- 7月18日
  - スタミナラジオエコSP
    - パーソナリティ：中西一清、葉山さつき
    - 放送時間：7:00～12:00(JST)

  - ホークス夏休み応援団
    - パーソナリティ：鬼橋美智子、茅野正昌（RKBアナウンサー）
    - 放送時間：13:00～17:10(JST)

- ☆10月23日･･･RKBラジオまつり2011
  - パーソナリティ：各番組のパーソナリティが交代で担当
  - 放送時間：8:00～17:00(JST)

- ☆12月31日･･･年越しだよ！はっちゃけ！！
  - パーソナリティ：山田としあき、高原知子
  - 放送時間：23:30～25:00(JST)

- 1月1日･･･スタミナラジオ2012～幸福を考える～
  - パーソナリティ：中西一清、葉山さつき、田中みずき（RKBアナウンサー）
  - 放送時間：8:00～17:25(JST)

- 1月2日･･･男3人ガチトーク～男だって幸せになりたい！～
  - パーソナリティ：米岡誠一、仲谷一志、山田としあき
  - 放送時間：7:00～18:20(JST)

- 1月3日･･･3人娘のかしまし女子会！～女の幸せ見つけます～
  - パーソナリティ：中嶋順子、kaede、植村友紀
  - 放送時間：7:00～18:30(JST)

### 2010年度
- 4月29日･･･ホークス花の応援団ゴールデン
  - パーソナリティ：鬼橋美智子、服部義夫（RKBアナウンサー）
  - 放送時間：7:00～12:55(JST)（12:55からはホークス戦の中継）

- 5月3日･･･どんたくも開店！ウメ子食堂
  - パーソナリティ：富永倫子（RKBアナウンサー）、門馬良
  - 放送時間：7:00～16:30(JST)

- 5月4日･･･どんたくだよ！ザ・ヒット情報
  - パーソナリティ：あべやすみ、仲谷一志、西田たかのり、武田早絵（RKBアナウンサー）、櫻井浩二（RKBアナウンサー）田中友英（RKBアナウンサー）
  - 放送時間：7:00～16:30(JST)

- ☆7月3日･･･聴いて得するラジオマガジン2010
  - パーソナリティ：西田たかのり、鬼橋美智子
  - 放送時間：15:00～17:00(JST)

- 7月19日･･･海の日もオ・キ・ラ・クSP
  - パーソナリティ：HARU、山本真理子、深町健二郎、加藤淳也、あかおかずのり
  - 放送時間：7:00～18:05(JST)

- 9月20日･･･ホークス花の応援団～今年は勝たんといかんばい！
  - パーソナリティ：鬼橋美智子、茅野正昌（RKBアナウンサー）、加藤淳也
  - 放送時間：7:00～12:55(JST)（12:55からはホークス戦の中継）

- 9月23日･･･秋味覚たっぷり！ウメ子食堂
  - パーソナリティ：富永倫子（RKBアナウンサー）、門馬良
  - 放送時間：7:00～12:55(JST)（12:55からはホークス戦の中継）

- ☆10月24日･･･RKBラジオまつり2010
  - パーソナリティ：各番組のパーソナリティが交代で担当
  - 放送時間：8:00～17:00(JST)

- 11月3日･･･こだわり福岡カルチャータイム！
  - パーソナリティ：大野尚、福山智美
  - 放送時間：7:00～18:30(JST)

- 11月23日･･･博多熱風塾青春のアルバム
  - パーソナリティ：大庭宗一、富永倫子（RKBアナウンサー）
  - 放送時間：7:00～18:30(JST)

- 12月23日･･･イケイケ！クリスマスプレゼント大作戦！
  - パーソナリティ：西田たかのり、鬼橋美智子、田尻敏明
  - 放送時間：7:00～18:30(JST)

- ☆12月31日･･･年またぎ！九州ふるさとライブ
  - パーソナリティ：鬼橋美智子、茅野正昌（RKBアナウンサー）
  - 放送時間：23:30～25:00(JST)

- 1月1日･･･新春オールタイムポップス
  - パーソナリティ：米岡誠一、山口玲香
  - 放送時間：7:00～17:00(JST)

- 1月2日･･･ケンスケ・トモミのHAPPYニューイヤー
  - パーソナリティ：佐々木謙介、福山智美
  - 放送時間：7:00～17:00(JST)

- 1月3日･･･3人娘の〝かしまし〟女子会
  - パーソナリティ：中嶋順子、中村美由紀、竹下明子
  - 放送時間：7:00～18:00(JST)

- 2月11日･･･ホークス花の応援団～服部・茅野ダ　鬼橋ダ～
  - パーソナリティ：鬼橋美智子、服部義夫（RKBアナウンサー）、茅野正昌（RKBアナウンサー）
  - 放送時間：7:00～18:30(JST)

### 2009年度
- 4月29日･･･春らんまんだよ！歌謡曲ヒット情報
  - パーソナリティ：西田たかのり、川添麻美（RKBアナウンサー）、宮脇憲一（RKBアナウンサー）
  - 放送時間：7:00～14:00(JST)（14時からはホークス戦の中継）

- 5月4日･･･ザ・ゴールデンももち2009 スタミナどんたくステーション
  - パーソナリティ：中西一清、本庄麻里子、池尻和佳子（3人ともRKBアナウンサー）
  - 放送時間：7:00～18:00(JST)

- 5月5日･･･ザ・ゴールデンももち2009 ゴールデンウィークも気分上々！
  - パーソナリティ：門馬良、久米ゆき、葉山さつき
  - 放送時間：7:00～18:00(JST)

- 5月6日･･･ザ・ゴールデンももち2009 風に吹かれてスペシャル～思い出のフォーク大特集
  - パーソナリティ：姫野達也、佐田玲子、坂田周大（RKBアナウンサー）、櫻井浩二（RKBアナウンサー）
  - 放送時間：7:00～14:00(JST)（14時からはホークス戦の中継）

- ☆7月19日･･･聴いて得するラジオマガジン2009
  - パーソナリティ：仲谷一志、久米ゆき
  - 放送時間：12:00～14:00(JST)

- 7月20日･･･大庭宗一の博多熱風塾　グループサウンズでノッテケテケテケ
  - パーソナリティ：大庭宗一、富永倫子（RKBアナウンサー）
  - 放送時間：7:00～18:00(JST)

- 9月21日･･･40周年だよ！歌謡曲ヒット情報
  - パーソナリティ：あべやすみ、仲谷一志、西田たかのり、武田早絵（RKBアナウンサー）、宮脇憲一（RKBアナウンサー）
  - 放送時間：7:00～18:00(JST)

- 9月22日･･･めざせ日本シリーズ！ホークス歌の応援団
  - パーソナリティ：加藤淳也、川添麻美（RKBアナウンサー）
  - 放送時間：7:00～14:00(JST)（14時からはホークス戦中継）

- 10月12日･･･チャーバス＋イケイケ
  - パーソナリティ：田畑竜介（RKBアナウンサー）、武田早絵（RKBアナウンサー）、西田たかのり、鬼橋美智子
  - 放送時間：7:00～18:00(JST)（16:30～17:00は競艇中継のため中断）

- ☆10月25日･･･RKBラジオまつり2009
  - パーソナリティ：各番組のパーソナリティが交代で担当
  - 放送時間：8:10～17:00(JST)

- 12月23日･･･ヒーマンサンタのクリスマスイブイブ
  - パーソナリティ：ヒーマン、川添麻美（RKBアナウンサー）
  - 放送時間：18:05～23:00(JST)

- 12月31日
  - ☆おおみそかだよ2009　RKBラジオヒットチャート：19:05～23:00(JST)
  - ☆年またぎ！九州ふるさとライブ：23:30～25:00(JST)
    - パーソナリティ：櫻井浩二、川添麻美（共にRKBアナウンサー）

  - ☆あけおめRKB2010：25:00～28:00(JST)
    - パーソナリティ：ゴリけん、山口玲香

- 1月1日･･･ニューイヤースイングライフ
  - パーソナリティ：佐々木謙介、中嶋順子
  - 放送時間：7:00～18:00(JST)

- 1月2日･･･あべちゃん＆トシ坊！こりない二人の大新年会
  - パーソナリティ：あべやすみ、仲谷一志
  - 放送時間：7:30～17:00(JST)

- 1月3日･･･お正月でもよろず屋サンデー
  - パーソナリティ：米岡誠一、山本真理子
  - 放送時間：8:00～17:00(JST)（11:15～12:00は別番組放送のため中断）

- 2月11日･･･～バレンタイン直前！～愛して恋して大人たち
  - パーソナリティ：大野尚、山本真理子
  - 放送時間：7:00~18:00(JST)

### 2007年度
- 4月30日･･･ホークス歌の応援団ゴールデンウィーク版
  - パーソナリティ：鬼橋美智子、中島リカ、服部義夫（RKBアナウンサー）、加藤伸一（RKB野球解説者）。
  - 放送時間：7:00～13:00(JST)（13時からはホークス戦の中継）

- 5月3日･･･RKBどんたくステーション
  - パーソナリティ：岩谷源一（RKBアナウンサー）、福山智美。
  - 放送時間：7:00～13:00(JST)（13時からはホークス戦の中継）

- 5月4日･･･クルマでラジオ
  - パーソナリティ：門馬良、中山理恵。
  - 放送時間：7:00～14:00(JST)（14時からはホークス戦の中継）

- 5月5日･･･こどもとあそぼう
  - パーソナリティ：川上政行、安田瑞代（RKBアナウンサー）。
  - 放送時間：6:50～13:00(JST)

- ☆7月15日･･･オイサ!オイサ!RKBオールナイト山笠中継
  - パーソナリティ：櫻井浩二（RKBアナウンサー）、福山智美。
  - 放送時間：2:00～5:50(JST)

- 11月23日･･･クルマでラジオ
  - パーソナリティ：門馬良、葉山さつき。
  - 放送時間：9:00～17:00(JST)

- 12月24日･･･ヒーマンサンタのクリスマスイブ
  - パーソナリティ：ヒーマン、川添麻美（RKBアナウンサー）。
  - 放送時間：19:00～23:00(JST)

- ☆12月31日
  - さよなら2007オールカウントダウン
    - パーソナリティ：鬼橋美智子、西田たかのり。
    - 放送時間：18:20～23:00(JST)

  - 年またぎ!九州ふるさとライブ
    - 放送時間：23:30～25:00(JST)

  - 2008新年応援キャンペーン
    - パーソナリティ：加藤淳也、竹下明子。
    - 放送時間：25:00～29:00(JST)

### 2006年度以前
- 2006年12月23日･･･ヒーマンサンタのクリスマスイブイブ
  - パーソナリティ：ヒーマン、富永倫子（RKBアナウンサー）。
  - 放送時間：18:15～23:00(JST)